# Cour d'assises (film)
Pour les articles homonymes, voir Cour d'assises.
Pour plus de détails, voir Fiche technique et Distribution.
Corte d'Assise (Corte d'Assise) est un film de procès italien réalisé par Guido Brignone, sorti en 1931.

## Synopsis
Un riche banquier est tué par un inconnu d'un coup de pistolet dans sa villa, pendant une réception. Parmi les invités, il y a un journaliste, qui décide de mener de son côté l'enquête pour découvrir l'auteur de l'homicide.

## Fiche technique
- Titre français : Cour d'assises[1]
- Titre original italien : Corte d'Assise
- Réalisation : Guido Brignone
- Scénario : Guido Brignone et Mario Serandrei
- Photographie : Ubaldo Arata et Massimo Terzano
- Montage : Guido Brignone
- Pays d'origine : Royaume d'Italie
- Format : Noir et blanc - 1,33:1 - Mono
- Date de sortie : 
  - Royaume d'Italie : janvier 1931
  - France : 13 mars 1931[1]

## Distribution
- Marcella Albani : Leda Astorri
- Lia Franca : Dora Bardi
- Carlo Ninchi : Marcello Barra
- Renzo Ricci : Aroldo Cramoli
- Elio Steiner : Giulio Alberti
- Giovanni Cimara : Alberto Astorri
- Vasco Creti : Giovanni
- Franco Coop : le concierge Calandri
- Giorgio Bianchi : l'inconnu
- Mercedes Brignone
- Alfredo Martinelli
- Umberto Sacripante

## Accueil critique
Le film est considéré par Gino Moliterno comme un précurseur du genre giallo.